# Florian Rousseau
Florian Rousseau (ur. 3 lutego 1974 w Joinville-le-Pont) – francuski kolarz torowy, czterokrotny medalista olimpijski i  wielokrotny medalista mistrzostw świata.
Specjalizował się w wyścigu ze startu zatrzymanego i sprincie, choć sukcesy odnosił także w keirinie. Na igrzyskach zdobył łącznie cztery medale, w tym trzy złote. Podczas IO 2000 zdobył trzy medale. Trzykrotnie był mistrzem świata w sprincie (1996, 1997, 1998), triumfował również w konkurencjach drużynowych.

## Starty olimpijskie (medale)
Atlanta 1996
- 1 km ze startu zatrzymanego  - złoto

Sydney 2000
- sprint drużynowo, keirin - złoto
- 1 km sprint - srebro